# NGC 2510
NGC 2510 (również PGC 22541 lub UGC 4178) – galaktyka soczewkowata (S0), znajdująca się w gwiazdozbiorze Małego Psa. Odkrył ją 31 stycznia 1851 roku Bindon Stoney – asystent Williama Parsonsa.